# Pycnophallium roxus
Pycnophallium roxus är en fjärilsart som beskrevs av Jean Baptiste Godart 1823. Pycnophallium roxus ingår i släktet Pycnophallium och familjen juvelvingar. Inga underarter finns listade.